# Gailnau
Gailnau war eine Gemeinde im Landkreis Ansbach (Mittelfranken, Bayern). Die bis heute noch bestehende Gemarkung Gailnau hat eine Fläche von 5,458 km². Sie ist in 459 Flurstücke aufgeteilt, die eine durchschnittliche Fläche von 11.891,56 m² haben. In ihr liegen die Gemeindeteile Obergailnau und Untergailnau.

## Geschichte
Mit dem Gemeindeedikt (frühes 19. Jahrhundert) wurde der Steuerdistrikt Gailnau gebildet. Zu diesem gehörten Leidenberg, Obergailnau, Oberoestheim, Sandhof, Seemühle, Untergailnau, Unteroestheim und Walkersdorf gehörten. Wenig später entstand die Ruralgemeinde Gailnau, die aus den Orten Obergailnau und Untergailnau bestand. Sie war in Verwaltung und Gerichtsbarkeit dem Landgericht Rothenburg und in der Finanzverwaltung dem Rentamt Rothenburg ob der Tauber zugeordnet (1919 in Finanzamt Rothenburg ob der Tauber umbenannt). Ab 1858 gehörte Gailnau zum Landgericht Schillingsfürst und ab 1862 zum Bezirksamt Rothenburg ob der Tauber (1939 in Landkreis Rothenburg ob der Tauber umbenannt). In der Gerichtsbarkeit blieb das Landgericht Schillingsfürst zuständig (1879 in Amtsgericht Schillingsfürst umbenannt), von 1928 bis 1973 war es das Amtsgericht Rothenburg ob der Tauber. Die Gemeinde hatte 1964 eine Gebietsfläche von 4,258 km². Im Zuge der Gebietsreform in Bayern wurde diese am 1. Mai 1978 nach Wettringen eingemeindet.

## Bodendenkmäler
In der Gemarkung Gailnau gibt es sechs Bodendenkmäler.

## Einwohnerentwicklung
| Jahr      | 1818  | 1840   | 1852   | 1855   | 1861   | 1867   | 1871   | 1875   | 1880   | 1885   | 1890   | 1895   | 1900   | 1905   | 1910   | 1919   | 1925   | 1933   | 1939   | 1946   | 1950   | 1952   | 1961  | 1970   |
| Einwohner | 163   | 192    | 195    | 200    | 213    | 192    | 202    | 190    | 202    | 205    | 207    | 195    | 165    | 180    | 178    | 188    | 186    | 191    | 155    | 239    | 271    | 261    | 234   | 237    |
| Häuser    | 34    | 39     |        |        |        |        | 38     |        |        | 36     | 35     |        | 36     |        |        |        | 36     |        |        |        | 35     |        | 50    |        |
| Quelle    | [ 3 ] | [ 10 ] | [ 11 ] | [ 11 ] | [ 12 ] | [ 13 ] | [ 14 ] | [ 15 ] | [ 16 ] | [ 17 ] | [ 18 ] | [ 11 ] | [ 19 ] | [ 11 ] | [ 20 ] | [ 11 ] | [ 21 ] | [ 11 ] | [ 11 ] | [ 11 ] | [ 22 ] | [ 11 ] | [ 5 ] | [ 23 ] |